# Trần Vỹ (Việt Nam)
Trần Vỹ (1921 - 2003), còn viết là Trần Vĩ, là một chính khách Việt Nam, Ủy viên Ban Chấp hành Trung ương Đảng Cộng sản Việt Nam. Ông từng giữ chức Chủ tịch Ủy ban nhân dân Thành phố Hà Nội trong 3 khóa, từ 1977 đến 1987. Ông được Nhà nước Việt Nam truy tặng Huân chương Hồ Chí Minh năm 2013 vì những công lao đóng góp của mình trong giai đoạn từ tháng 5 năm 1975 đến tháng 3 năm 1991.